# An Post-Chainreaction/2013
Deze pagina geeft een overzicht van de An Post-Chainreaction wielerploeg in 2013.

## Renners
| Naam                | Geboortedatum | Nationaliteit       | Ploeg 2012          |
| ------------------- | ------------- | ------------------- | ------------------- |
| Shane Archbold      | 02-02-1989    | Nieuw-Zeeland       | Marco Polo          |
| Sam Bennett         | 16-10-1990    | Ierland             |                     |
| Sean Patrick Downey | 10-07-1990    | Ierland             |                     |
| Niko Eeckhout       | 16-12-1970    | België              |                     |
| Wout Franssen       | 09-12-1992    | België              | Neo                 |
| Kieran Frend        | 22-03-1989    | Verenigd Koninkrijk | Node4               |
| Aaron Gate          | 26-11-1990    | Nieuw-Zeeland       | ?                   |
| Pieter Ghyllebert   | 13-06-1982    | België              |                     |
| Ronan McLaughlin    | 11-03-1987    | Ierland             |                     |
| Mark McNally        | 23-05-1985    | Verenigd Koninkrijk |                     |
| Glenn O'Shea        | 14-06-1989    | Australië           | Team Jayco-AIS      |
| Steven Van Vooren   | 05-10-1986    | België              | Topsport-Vlaanderen |
| Laurent Vanden Bak  | 02-10-1989    | België              | Soenens-Contrukt    |
| Nicolas Vereecken   | 21-02-1990    | België              | Neo                 |
| Alphonse Vermote    | 11-07-1990    | België              | Neo                 |
| Jack Wilson         | 10-08-1993    | Ierland             | Neo                 |
| Niels Wytinck       | 16-07-1991    | België              |                     |

## Overwinningen

### Weg
- Stadsprijs Geraardsbergen

Nicolas Vereecken
- An Post Rás

2e etappe: Shane Archbold
3e etappe: Sam Bennett
8e etappe: Sam Bennett
- Ronde de l'Oise

2e etappe: Glenn O'Shea
- Ronde van Groot-Brittannië

5e etappe: Sam Bennett
- Trofee Maarten Wynants

Wout Franssen

### Piste
Australische kampioenschappen baanwielrennen
Glenn O'Shea
2006 · 2007 · 2008 · 2009 · 2010 · 2011 · 2012 · 2013 · 2014